# موجة الحر الروسية 2021

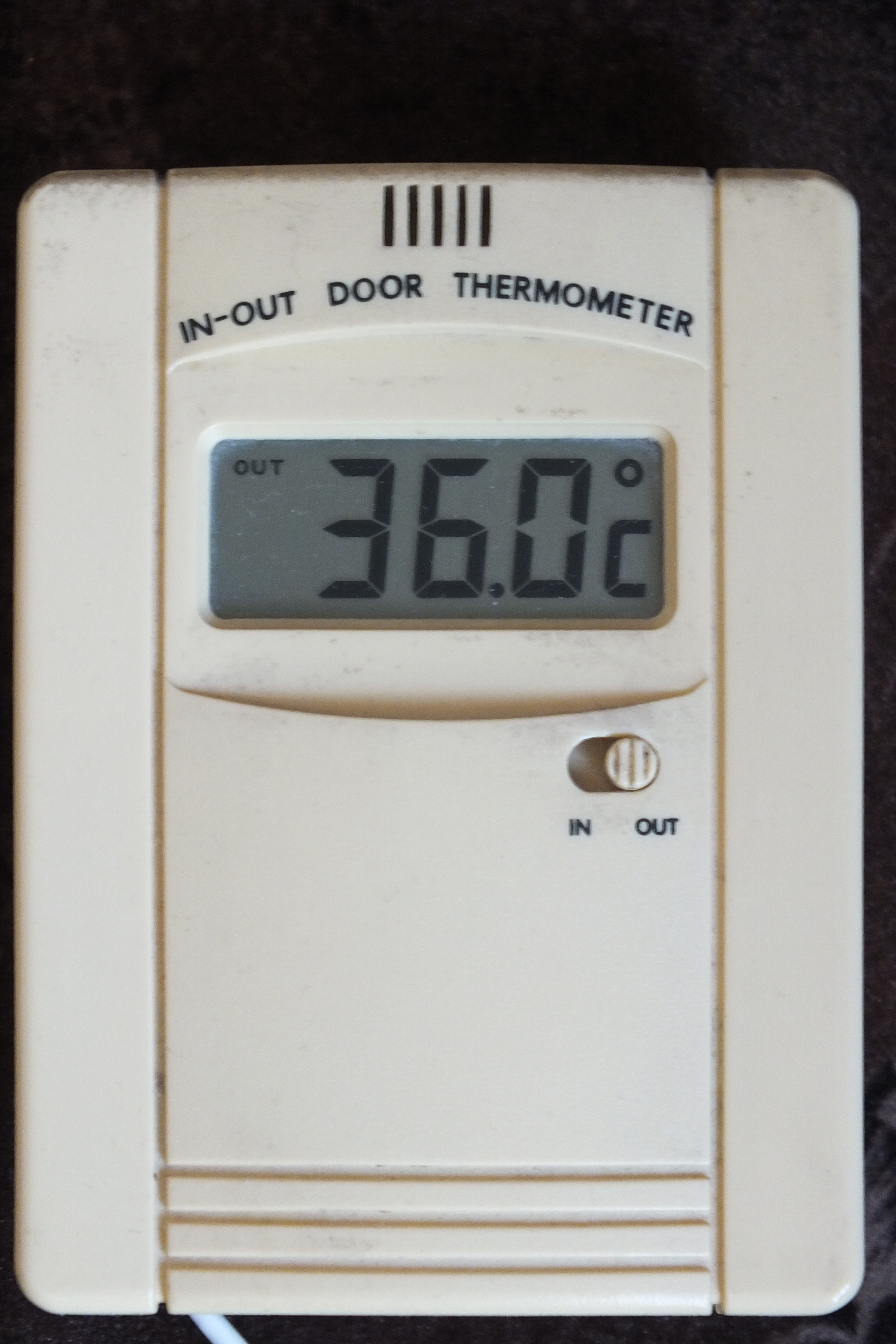
درجة الحرارة في 23 يونيو في موسكو.

موجة الحر الروسية 2021 تعرضت أجزاء من روسيا وأوروبا الشرقية لموجة حرارة قياسية في مايو ويونيو 2021، حيث تجاوزت درجات الحرارة في الدائرة القطبية الشمالية 30 درجة مئوية، وسجلت أعلى درجة حرارة لشهر يونيو في موسكو وسانت بطرسبرغ. ضربت درجة الحرارة 20 درجة فوق المتوسط في أوروبا الوسطى والشرقية، وتركزت أعلى الحالات الشاذة في الدول الاسكندنافية وأجزاء من غرب روسيا، بسبب تأثير القبة الحرارية.
تشبه ظروف الأعاصير فوق روسيا تلك الموجودة في موجات الحرارة عام 2010، حيث كانت أجزاء من سيبيريا أعلى بمقدار 15 درجة مئوية عن المعتاد.
شهدت شواطئ بحر بارنتس درجات حرارة أعلى من الشواطئ في إيطاليا وجنوب فرنسا، بحوالي 25-30 درجة مئوية لعدة أيام.